# Gṛdhrakūṭaparvata

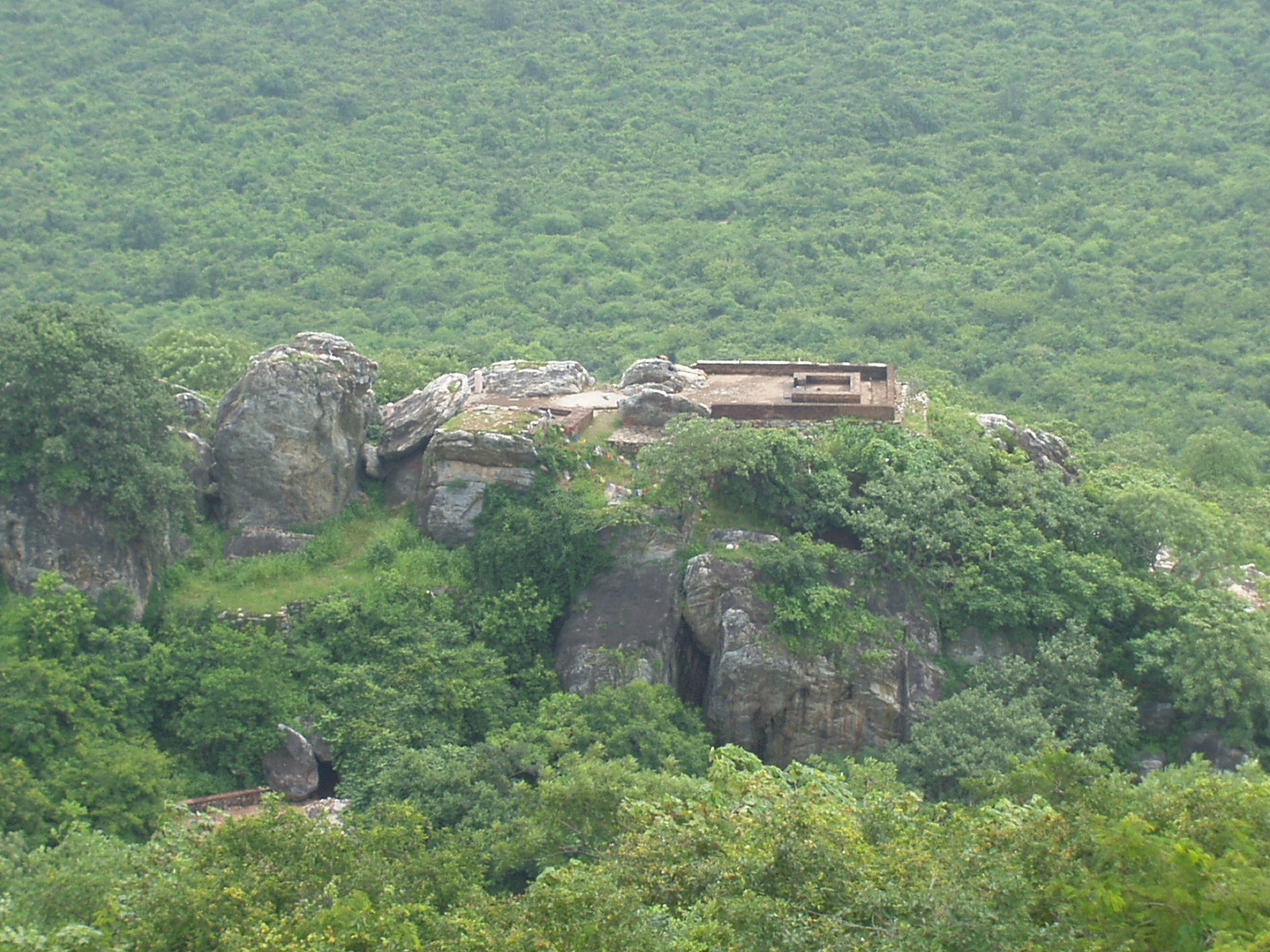
Gṛdhrakūṭaparvata (Picco dell'avvoltoio) situato nei pressi di Rajgir, oggi nello Bihar in India) dove, secondo la tradizione, il Buddha Śākyamuni espose alcuni degli insegnamenti più importanti riportati nei sūtra.

Il Gṛdhrakūṭaparvata (sanscrito, anche Gṛdhrakūṭa, devanāgarī: गृध्रकूट , lett. "Picco dell'avvoltoio"; pāli: Gijjhakūṭapabbata; cinese: 靈鷲山, Língjiù Shān; giapponese: Ryōju Sen; coreano: 영취산 Yŏngch'wi San; vietnamita: Linh thứu sơn; tibetano: བྱ་རྒོད་ཕུང་པོའི་རི་, Bya rgod phung po’i ri) è una delle cinque alture che circondano la città di Rājagṛha (Rajgir) tradizionalmente presente in molteplici sūtra buddhisti come luogo elettivo delle assemblee dei monaci buddhisti laddove il Buddha Śākyamuni espone il buddhadharma. 
Così negli Āgama-Nikāya il Buddha è presente su questa altura unitamente ai monaci dove predica la dottrina. Nelle scritture mahāyāna lo Śākyamuni predica sul Gṛdhrakūṭaparvata i più importanti sūtra quali il Prajñāpāramitāsūtra e il Sutra del Loto.
Il nome dell'altura Gṛdhrakūṭa (dell'avvoltoio) richiama o la sua forma a becco, oppure perché sulla sua vetta nidificavano gli avvoltoi. Una leggenda vuole che il discepolo del Buddha, Ānanda, era immerso nella profonda meditazione (samādhi) quando il demone Māra lo avvicinò sotto le spaventose sembianze di un avvoltoio al fine di distrarlo, e non solo non vi riuscì, ma così facendo consentì al discepolo del Beato di raggiungere l'illuminazione. Anche il tentativo di omicidio del Buddha da parte di suo cugino Devadatta è ambientato sul Gṛdhrakūṭaparvata.